# Ronald Fairbairn
William Ronald Dodds Fairbairn (11 de agosto, 1889 – 31 de dezembro, 1964) foi um psiquiatra e psicanalista escocês muito influente na criação da chamada Teoria das Relações de Objeto, dentro da Associação Britânica de Psicanálise, a partir da metade do século XX. Conhecido apenas por Ronald Fairbairn,  foi um autor de estilo sintético e publicou apenas um livro, onde estão contidas suas diversas contribuições inovadoras à teoria psicanalítica.

## Vida
Filho único de Cecilia Leefe e Thomas Fairbairn, agrimensor e presidente da Associação de Arquitetos de Edimburgo, Ronald Fairbairn cursou e se formou em Estudos Helenísticos na universidade, antes de servir no exército britânico na I Guerra. No seu retorno após o armistício, iniciou o curso de Medicina e veio a se doutorar em 1929 pela Universidade de Edimburgo. A partir do início dos anos 30, Fairbairn iniciou, de forma independente, a praticar a Psicanálise, entrando para a Associação Britânica de Psicanálise em 1931. Ali, ele irá compor, com outros psicanalistas que não se identificavam com nenhum dos polos envolvidos nas chamadas Discussões Controversas (o debate teórico entre Anna Freud e Melanie Klein), o chamado Middle Group ou, como veio a ser conhecido posteriormente, o Grupo Independente (do qual irão fazer parte D. W. Winnicott, Michael Balint, John Bowlby e Paula Heimann, entre outros).
Ronald Fairbairn foi casado duas vezes, em função do falecimento de sua primeira esposa, mãe de seus cinco filhos. Ele faleceu aos 75 anos de idade.

## Obra
A obra de Fairbairn está contida quase que totalmente no único livro publicado em vida, Estudos psicanalíticos da personalidade, de 1952. Nele, encontramos os famosos quatro artigos publicados durante a II Guerra que deram as contribuições mais significativas para que hoje tenhamos uma Teoria das Relações Objetais como linha de pensamento original dentro da Psicanálise. Os quatro artigos serão brevemente resumidos abaixo.

### Fatores esquizoides na personalidade(1940)
Fortemente influenciado pela obra de Melanie Klein e especialmente em diálogo com seu artigo "Uma contribuição para a psicogênese dos estados maníaco-depressivos", de 1935, Fairbairn explora certos aspectos das ideias trazidas por Melanie Klein, em especial a presença de fenômenos esquizoides na vida psíquica das pessoas, não somente aquelas que sofreram alguma falha na integração das experiências emocionais durante aquilo que Klein chamou de "posição depressiva". e que vieram a desenvolver alguma forma de psicopatologia em função disso. Os fenômenos esquizoides fariam parte do funcionamento normal do psiquismo, portanto. Com isso em mente, Fairbairn propõe a existência de núcleos dissociados no Ego de qualquer pessoa, uma vez que possuir um Ego completamente integrado é uma condição ideal inexistente (fato observado por Freud desde o princípio de sua investigação sobre o Inconsciente). A ideia de núcleos dissociados do Ego não é original à obra de Fairbairn (veja-se o conceito de Superego em Freud e a dinâmica de internalização dos objetos de amor/ódio em Melanie Klein); o que é original é sua hipótese de que estes núcleos internos são criados a partir do relacionamento real da criança com quem a cuida, e não das fantasias surgidas a partir deste encontro com os cuidadores (hipótese original de Freud, que Melanie Klein segue). A libido não busca a gratificação, mas a manutenção do vínculo com o cuidador primário (a mãe).

### Uma Psicopatologia Revisada das Psicoses e Psiconeuroses(1941)
Neste artigo, Fairbairn defende a ideia de que os diagnósticos psicopatológicos com os quais a Psicanálise trabalha (histeria, obsessão, fobia, paranoia, melancolia, esquizofrenia) não seriam caracterizados pela fixação da libido em uma fase psicossexual infantil, mas seriam sim o resultado de uma conflitiva interna advinda dos primeiros encontros da criança com seus cuidadores, durante a fase oral, na qual formas esquizoides de organizar a realidade interna e a externa são frequentes. Ou seja, para Fairbairn, "[...] a compreensão das psicopatologias não é um capítulo dentro de uma teoria psicanalítica geral, porque ele propõe uma investigação das origens e da natureza psicopatológica da vida mental em sua universalidade".

### A Repressão e o Retorno de Objetos Maus(1943)
Aqui, Fairbairn subverte a teoria freudiana da repressão, ao afirmar que o que é recalcado ao final do Complexo de Édipo - e que o Ego deve a partir daí se defender com todas as forças - não são fantasias incestuosas nem memórias de realização de fantasias, mas os objetos maus no interior da psique, formados durante etapas primitivas do psiquismo nas quais se deu a interação da criança com seus pais. A hipótese freudiana apresentada em O Ego e o Id a respeito da "compulsão á repetição" de vivências sofridas por parte dos neuróticos, ganha uma nova explicação, a partir desta hipótese da permanência de objetos maus no interior da psique, mesmo das pessoas mais bem ajustadas socialmente.

### Estrutura Endopsíquica Considerada em Termos de Relações com Objetos(1944)
O último dos artigos dos anos 1940 traz uma síntese amadurecida das ideias originais apresentadas nos artigos anteriores: o fim de uma teoria baseada em impulsos, em favor de uma baseada nos vínculo; a prevalência da realidade em relação à fantasia, como princípio norteador da atividade psíquica; e a compreensão da psicopatologia a partir de conflitos entre objetos internalizados: "Essa é a ideia básica que está por trás do modelo de estrutura endopsíquica proposta por Fairbairn: o amor e o ódio inicialmente dirigidos à mãe passam a imantar um mundo interno composto por objetos maravilhosos e excitantes, de um lado, e destrutivos e rejeitadores, de outro."